# Steinwinter

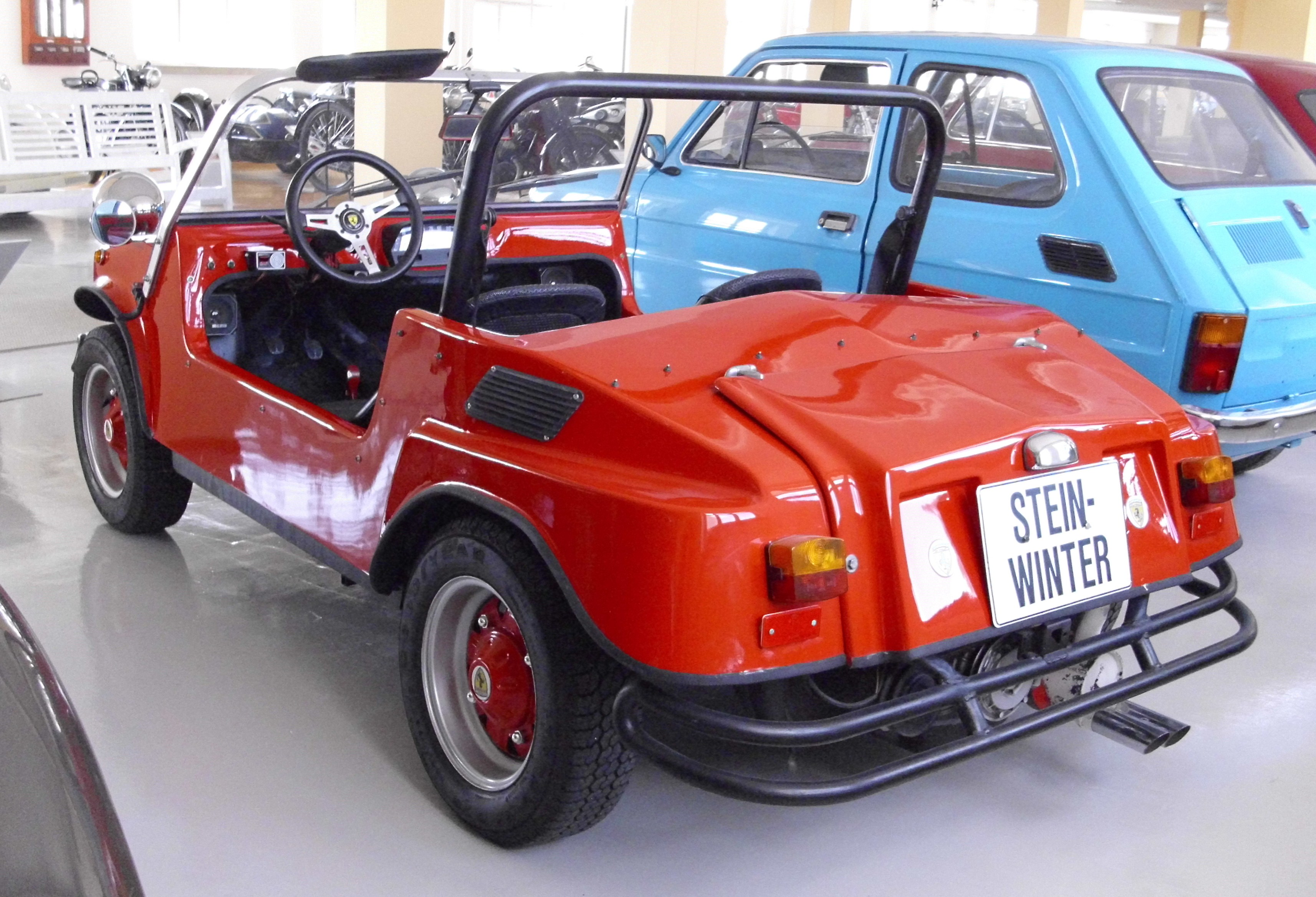
Steinwinter Amigo.

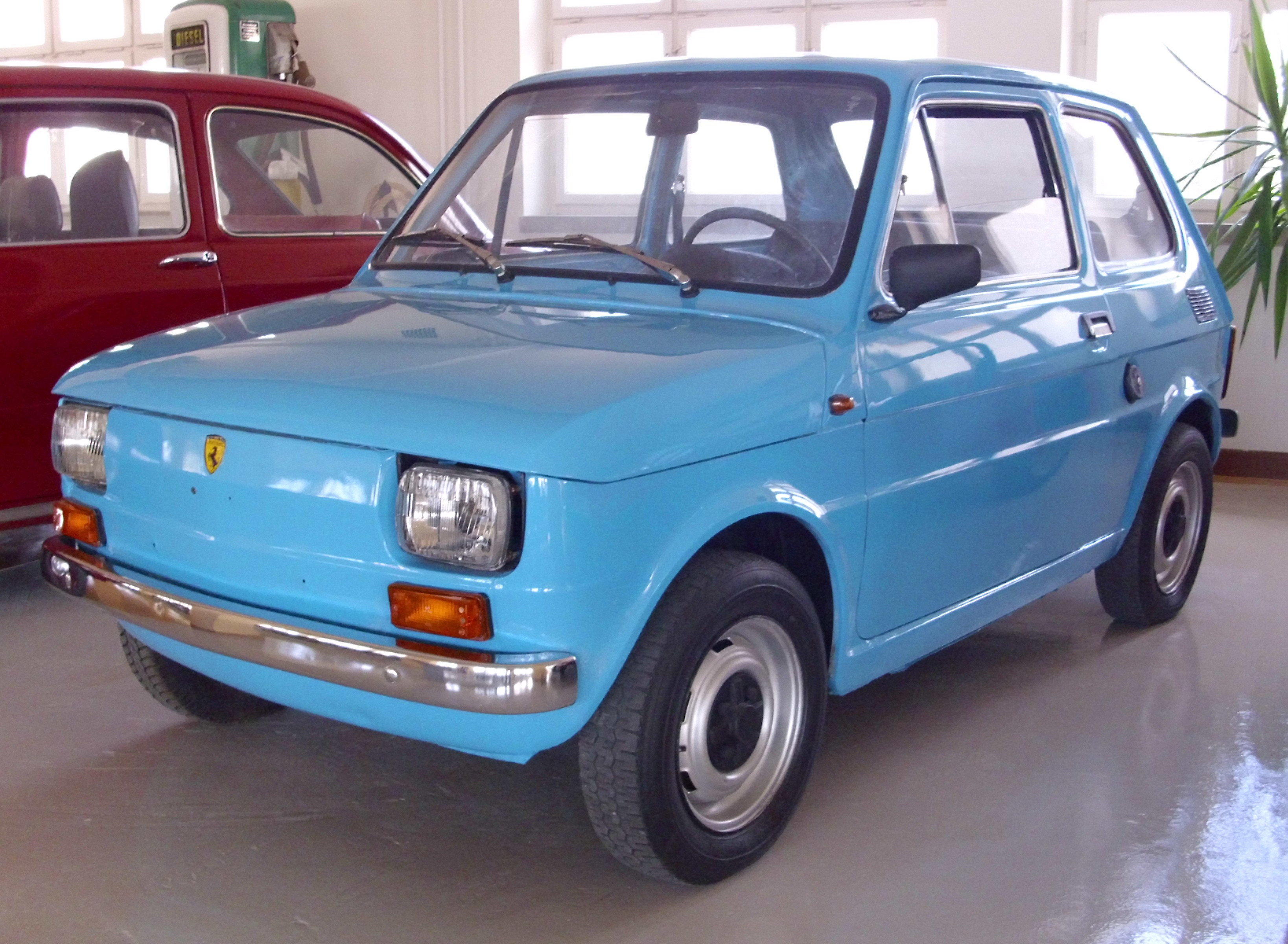
Steinwinter 250 L.

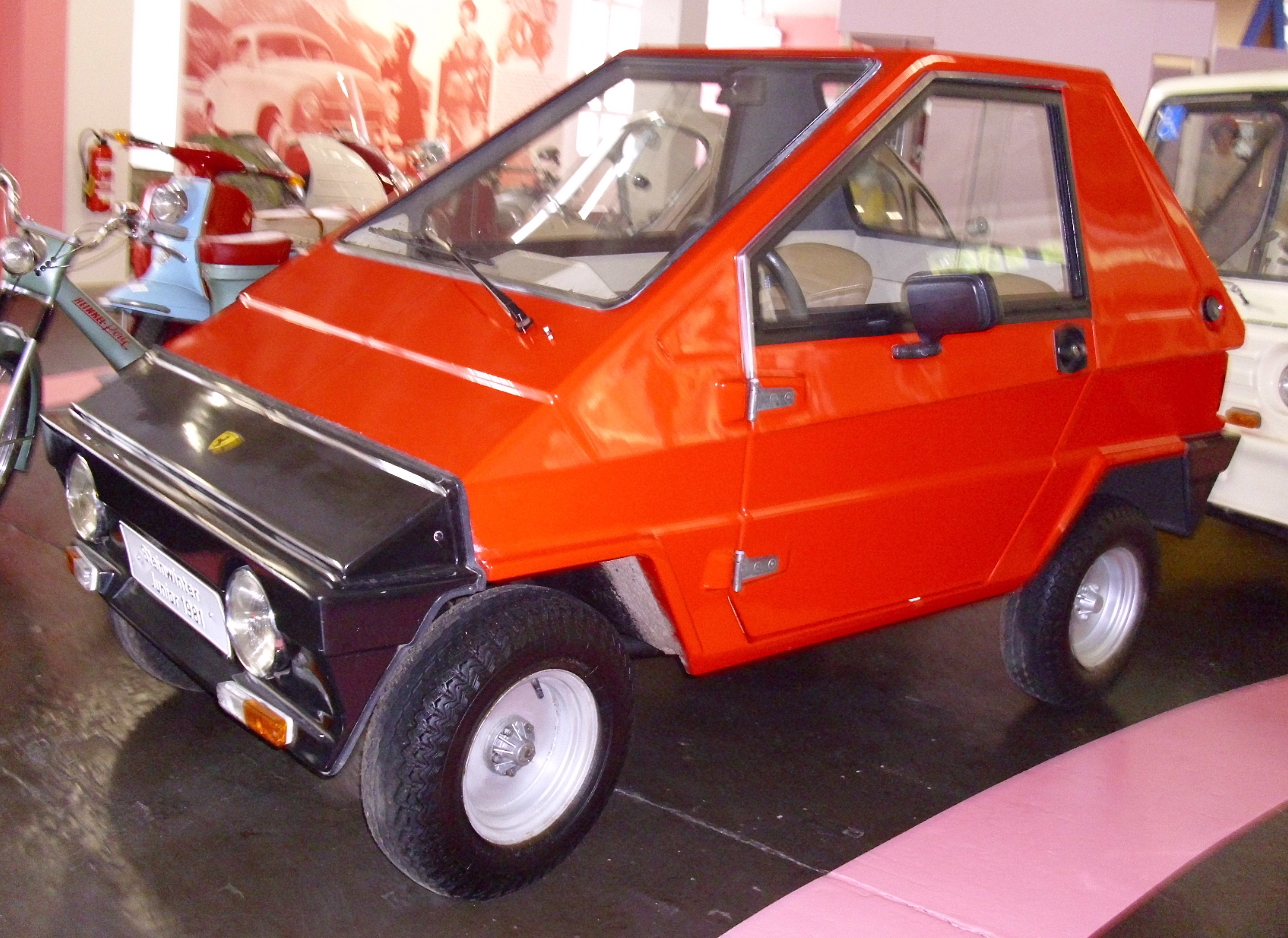
Steinwinter Junior 50.

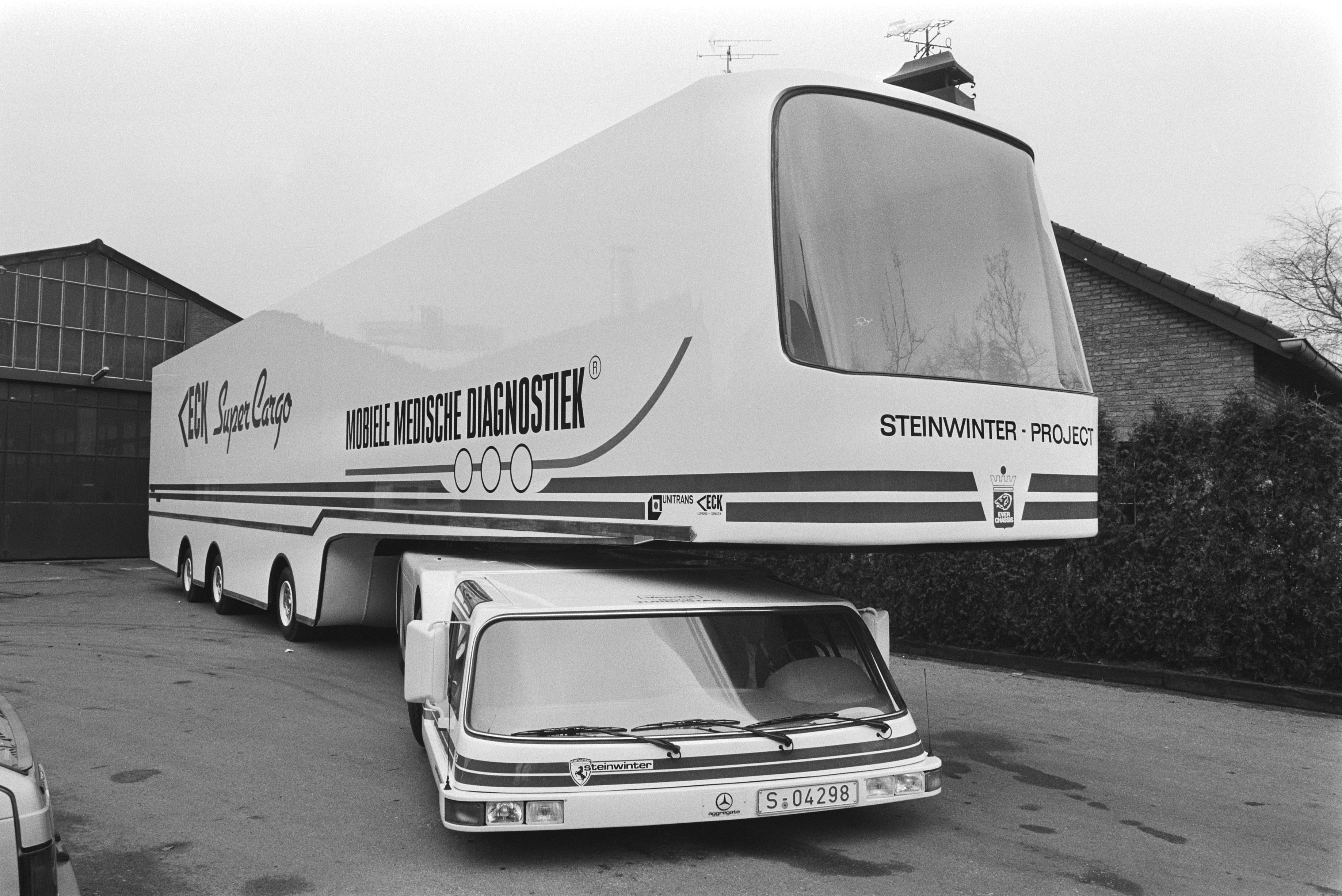
Supercargo 2040.

Steinwinter GmbH es una empresa automotriz alemana, tiene su sede en Stuttgart y comenzó operaciones en 1969, construyendo bajo licencia automóviles Fiat potenciados con motores Goggomobil de 13.5 caballos de fuerza, dichos automóviles dejaron de ser producidos en 1987. Actualmente la empresa se dedica a la producción de vehículos especiales bajo pedido.

## Vehículos

### Amigo
El primer modelo fue el Amigo, un automóvil de ocio al estilo de un Volkswagen Buggy, pero basado en una plataforma Fiat, con un piso hecho en chapa de acero. Contaba con un motor de 594 cm³ procedente del Fiat 126 que le daba 23 caballos de fuerza; fue producido entre 1969 y 1982. Un Steinwinter Amigo participó en el Rally de autos antiguos de Alemania en el año 2000 mientras que otro se conserva en el Museo del Automóvil de Engstingen.

### Junior
El Steinwinter Junior era un vehículo con la carrocería de un Fiat 500 pero con un motor Goggomobil de dos tiempos y dos cilindros con un desplazamiento de 247 cm³ y 13.6 caballos de fuerza. Las personas que tenían la ahora inexistente “licencia de conducir clase IV” en Alemania, eran los clientes usuales de este vehículo.

### 250L
El Steinwinter 250L, que también era llamado FiGo (por la combinación de palabras “Fiat” y “Goggomobil”) fue el sucesor del Junior y contaba con el mismo motor de 247 cm³ y 13.6 caballos de fuerza pero montado en la carrocería del Fiat 126. Un ejemplar se encuentra en el Museo del Automóvil Erfinderzeiten en Schramberg.

### Junior 50
Era un vehículo pequeño de dos plazas potenciado por un motor monocilíndrico de dos tiempos enfriado por aire Fichtel & Sachs de 50 cm³ y 4.5 caballos de fuerza. En 1987 su precio era de 10,490 marcos alemanes (unos $5,800 USD de la época, aproximadamente $13,500 USD actuales). Existen ejemplares de este vehículo en el museo del automóvil Fritz B. Busch en Wolfegg.

### Supercargo 2040
El diseño fue concebido a principios de los años 70s con el objetivo de reducir el tiempo de frenado y la capacidad de carga en comparación con los tractocamiones convencionales. Tenía una longitud de 6.5 metros, era potenciado por un motor Daimler-Benz(aunque su diseño permitía la adaptación de cualquier motor disponible en Estados Unidos), así como un chasis mercedes. La cabina del conductor se encontraba al nivel del chasis y delante del eje frontal. Sobre la cabina se encontraba el soporte de remolque, lo que lo hacía más corto que otros tractocamiones al sujetar el remolque.